# Teresa Portela (hiszpańska kajakarka)
María Teresa Portela Rivas (ur. 5 maja 1982 w Cangas) – hiszpańska kajakarka, wicemistrzyni olimpijska z 2020, sześciokrotna olimpijka, wielokrotna medalistka mistrzostw świata i Europy.

## Kariera sportowa
Odpadła w półfinale wyścigu kajaków jedynek (K-1) na igrzyskach olimpijskich w 2000 w Sydney. Zdobyła srebrny medal w wyścigu kajaków czwórek (K-4) na dystansie 200 metrów i brązowy medal w wyścigu czwórek na 500 metrów na mistrzostwach Europy w 2001 w Mediolanie (razem z nią płynęły na obu dystansach María Isabel García, Belén Sánchez i Ana María Penas). Hiszpańska osada startująca w tym samym składzie zdobyła srebrny medal na 200 metrów i brązowy na 500 metrów na mistrzostwach świata w 2001 w Poznaniu, a Portela w wyścigu jedynek na 200 metrów zajęła 4. miejsce.
Zdobyła złote medale w konkurencji jedynek na 200 metrów (przed Anetą Pastuszką z Polski i Rachel Train z Wielkiej Brytanii i czwórek na 200 metrów oraz srebrny medal w wyścigu czwórek na 500 metrów (w osadzie hiszpańskiej na obu dystansach płynęły również García, Beatriz Manchón i Sonia Molanes) na mistrzostwach Europy w 2002 w Segedynie, a na mistrzostwach świata w 2002 w Sewilli zwyciężyła w wyścigu jedynek na 200 metrów (wyprzedzając Caroline Brunet z Kanady i Elżbietę Urbańczyk z Polski), zdobyła srebrny medal w konkurencji czwórek na 200 metrów i brązowy, również w czwórkach na 500 metrów (w obu konkurencjach razem z Garcíą, Manchón i Molanes). Na mistrzostwach świata w 2003 w Gainesville zdobyła trzy srebrne medale na dystansie 200 metrów: w jedynkach (za Brunet, a przed Tímeą Paksy z Węgier), dwójkach (w parze z Manchón) i czwórkach (z Garcíą, Manchón i Janą Šmidákovą), a na dystansie 500 metrów zdobyła brązowy medal w wyścigu czwórek (w tym samym składzie) i zajęła 4. miejsce w konkurencji dwójek. Wywalczyła trzy złote medale na 200 metrów: w jedynkach (przed Pastuszką i Paksy), dwójkach i czwórkach oraz brązowe medale w dwójkach i czwórkach na 500 metrów (w dwójkach startowała razem z Manchón, a w czwórkach z Manchón, Garcíą i Šmidákovą) na mistrzostwach Europy w 2004 w Poznaniu.
Na igrzyskach olimpijskich w 2004 w Atenach zajęła dwa 5. miejsca: w dwójkach na 500 metrów (z Manchón0 i czwórkach na 500 metrów (z Manchón, Garcíą i Šmidákovą). Zdobyła srebrny medal w konkurencji jedynek na 500 metrów na igrzyskach śródziemnomorskich w 2005 w Almeríi. Zajęła 4. miejsce w wyścigu czwórek na 1000 metrów, 5.miejsce w wyścigu czwórek na 500 metrów i 6. miejsce w wyścigu jedynek na 500 metrów na mistrzostwach Europy w 2005 w Poznaniu, a na mistrzostwach świata w 2005 w Zagrzebiu zwyciężyła w konkurencji jedynek na 200 metrów (przed Szilvią Szabó z Węgier i Karen Furneaux z Kanady), zdobyła srebrny medal w wyścigu dwójek na 200 metrów (ze Šmidákovą) i brązowy medal w wyścigu czwórek na 200 metrów (z Garcíą, Šmidákovą i Aną Varelą), a na dystansie 500 metrów zajęła 4. miejsce w dwójkach i 9. w czwórkach. Zwyciężyła w wyścigu jedynek na 200 metrów (przed Paksy i Anne-Laure Viard z Francji) na mistrzostwach Europy w 2006 w Račicach, a w wyścigach dwójek zajęła 4. miejsce na 200 metrów i 6. miejsce na 500 metrów. Zajęła 5. miejsce w konkurencji jedynek na 200 metrów, a w wyścigach dwójek 7. miejsce na 500 metrów i 9. miejsce na 200 metrów na mistrzostwach świata w 2006 w Segedynie. Na mistrzostwach Europy w 2007 w Pontevedrze zajęła 4. miejsce w wyścigu czwórek na 500 metrów, a na mistrzostwach świata w 2007 w Duisburgu 7. miejsce w tej konkurencji. Zdobyła brązowy medal w tej konkurencji na mistrzostwach Europy w 2008 w Mediolanie (razem z Manchón, Šmidákovą i Molanes).
Wraz z Manchón, Šmidákovą i Molanes zajęła 5. miejsce w wyścigu czwórek na 500 metrów na igrzyskach olimpijskich w 2008 w Pekinie, a w wyścigu jedynek na tym dystansie odpadła w półfinale. Zwyciężyła w wyścigu jedynek (przed Paksy i Špelą Ponomarenko ze Słowenii), a także zajęła 4. miejsca w wyścigach jedynek i czwórek na 500 metrów na mistrzostwach Europy w 2009 w Brandenburgu. Ponownie zdobyła srebrny medal w konkurencji jedynek na 500 metrów na igrzyskach śródziemnomorskich w 2009 w Pescarze. Na mistrzostwach świata w 2009 w Dartmouth wywalczyła brązowy medal w wyścigu czwórek na 500 metrów (razem z Manchón, Šmidákovą i Molanes), a także zajęła 5. miejsce w wyścigu jedynek na 200 metrów i dwa 9. miejsca: w wyścigu jedynek na 500 metrów oraz w sztafecie jedynek 4 × 200 metrów. Wywalczyła dwa brązowe medale na mistrzostwach Europy w 2010 w Trasonie: w wyścigu jedynek na 200 metrów (za Natasą Janics z Węgier i Martą Walczykiewicz z Polski) i w konkurencji czwórek na 500 metrów (z Manchón, Šmidákovą i Molanes), a na mistrzostwach świata w 2010 w Poznaniu zajęła 4. miejsce w wyścigu czwórek na 500 metrów i 5. miejsce w wyścigu jedynek na 200 metrów. Zdobyła srebrny medal w wyścigu jedynek na 200 metrów na mistrzostwach Europy w 2011 w Belgradzie, za Natalją Łobową z Rosji, a przed swą imienniczką Teresą Portelą z Portugalii.
Zajęła 4. miejsce w wyścigu jedynek na 200 metrów na igrzyskach olimpijskich w 2012 w Londynie. Zdobyła srebrny medal w tej konkurencji na mistrzostwach Europy w 2013 w Montemor-o-Velho, za Walczykiewicz, a przed Janics. Zajęła w tej konkurencji 4. miejsce na mistrzostwach świata w 2013 w Duisburgu i 6. miejsce na mistrzostwach Europy w 2015 w Račicach, a na mistrzostwach świata w 2015 w Mediolanie zdobyła w niej brązowy medal, za Lisą Carrington z Nowej Zelandii i Walczykiewicz. Na swych piątych igrzyskach olimpijskich w 2016 w Rio de Janeiro zajęła w tej konkurencji 6. miejsce, a na mistrzostwach Europy w 2018 w Belgradzie 4. miejsce. Zwyciężyła w jedynkach na dystansie 200 metrów i zajęła 4. miejsce na 500 metrów, również w jedynkach, na igrzyskach śródziemnomorskich w 2018 w Tarragonie. Zajęła 8. miejsce w wyścigu jedynek na 200 metrów na mistrzostwach świata w 2018 w Montemor-o-Velho. Zdobyła brązowy medal w tej konkurencji na kolejnych mistrzostwach świata w 2019 w Segedynie, ex aequo z Emmą Jørgensen z Danii, przygrywając tylko z Lisą Carrington i Martą Walczykiewicz.
Na swych szóstych igrzyskach olimpijskich w 2020 w Tokio zdobyła srebrny medal w wyścigu jedynek na 200 metrów, za Carrington, a przed Jørgensen.

## Rodzina
Jej mężem jest David Mascató, kajakarz, dwukrotny olimpijczyk, medalista mistrzostw świata i Europy